# Abdel Moneim el Honi
Abdel Moneim el Honi ist ein ehemaliger libyscher Diplomat.
Während seiner diplomatischen Karriere war er unter anderem der ständige Vertreter Libyens bei der Arabischen Liga in Kairo. Im Zuge des Bürgerkrieges in Libyen trat er von diesem Amt zurück, um gegen die staatliche Gewalt gegen die Demonstranten zu protestieren.